# Budimir
Budimir je moško osebno ime.

## Izvor imena
Budimir je slovansko ime zloženo iz velelnika glagola buditi in sestavine mir. Ime Budimir naj bi torej pomenilo »vzpodbujaj mir, miroljubnost«.

## Različice imena
- moške različice imena: Budislav, Budo, Budomir
- ženske različice imena: Budimirka, Budimka, Budinka

## Tujejezikovne različice imena
- pri Čehih: Budimir
- pri Madžarih  Bodomér
- pri Poljakih: Będzimir
- pri Ukrajincih: Будимир

## Pogostost imena
Po podatkih Statističnega urada Republike Slovenije je bilo na dan 31. decembra 2007 v Sloveniji število moških oseb z imenom Budimir: 52.

## Osebni praznik
V koledarju je ime Budimir glede na pomensko sorodnost uvrščeno k imenu Gregor, god praznuje 3. septembra.